# Площадь 1905 года (станция метро)
«Пло́щадь 1905 го́да» — 6-я станция Екатеринбургского метрополитена. Расположена между станциями «Динамо» и «Геологическая». Станция находится рядом с центральной площадью города — площадью 1905 года. Выходы на улицу 8 Марта и к Театральному переулку.

## История строительства
- Февраль 1981 года — на станции увеличена доля горно-капитальных работ, начато обустройство поверхностных площадок[1].
- Июнь 1981 года — начался снос старых домов в районе стройплощадки станции (улицы Урицкого и Володарского)[1].
- Октябрь 1981 года — начата проходка подходной выработки — ответвления от вертикального ствола[1].
- Февраль 1982 года — закончена армировка шахтного ствола[1].
- Июнь 1983 года — на перегоне от станции «Динамо» к станции «Площадь 1905 года» началась проходка обоих тоннелей[1].
- Июнь 1986 года — в связи с сооружением южного вестибюля станции, пешеходного перехода в районе улицы 8-го Марта и Театрального переулка начался перенос трамвайных путей на улицу Московскую[1].
- Ноябрь 1986 года — после открытия 15 ноября движения трамваев по ул. Московской, началось строительство станционных тоннелей[1].
- Май 1987 года — началась разработка котлована под вестибюль № 1 станции[1].
- Декабрь 1987 года — пройдя под городским прудом несколько сот метров, строители осуществили сбойку в левом перегонном тоннеле к станции «Динамо»[1].
- Март 1988 года — первые тюбинги установлены на сооружении наклонного эскалаторного тоннеля[1].
- Апрель 1988 года — комплексная бригада Н. Чулпанова со второго участка произвела сбойку правого подземного коридора, связавшего станции «Площадь 1905 года» и «Динамо». Пройдено, в том числе под городским прудом, 736 метров[1].
- Июнь 1989 года — закончен монтаж конструкций СТП[1].
- 22 декабря 1994 года — глава города Екатеринбурга утверждает «Акт государственной комиссии о приёмке в эксплуатацию». В 16:30 открыто пассажирское движение в сторону станции «Проспект Космонавтов»[2].
- Январь 1996 года — сбойка перегонного тоннеля в сторону станции «Геологическая».
- 30 декабря 2002 года — открыто движение к станции «Геологическая».

## Оформление
Станция глубокого заложения, колонная, трёхнефная, по проекту архитекторов института Свердловскгражданпроект В. Кусенко, А. Заславского, Л. Масленникова, посвящённому революционным событиям 1905 года. Опоры сводов выполнены в виде строгих гранитных порталов, отделяющих средний зал от боковых посадочных участков платформы. Цветовое решение интерьера построено на контрастном соотношении беломраморных путевых стен и облицованных красным карельским гранитом порталов. Освещение центрального зала решается декоративными бра и люстрами, боковых пролётов — сгруппированными между порталами бра. На путевых стенах расположены художественные тематические вставки, выполненные в технике флорентийской мозаики уральскими мастерами-камнерезами. В последнее время (по данным на февраль 2011 года) в светильниках, как и на станции «Уральская», лампы накаливания заменены энергосберегающими лампами.

## Наземный общественный транспорт
Станция имеет выходы к многочисленным остановкам (в том числе — конечным) всех видов наземного транспорта: автобусов, троллейбусов, трамваев и маршрутных такси.
Таблица: маршруты общественного транспорта (данные на май 2020 года)
| Автобусы | Автобусы | Автобусы                          | Автобусы                                                   |
| №        | Следует к станциям метро | Конечный пункт 1                  | Конечный пункт 2                                           |
| -------- | --- | --------------------------------- | ---------------------------------------------------------- |
|          | |                                   |                                                            |
| 51       | «Площадь 1905 года», «Геологическая» (остановка «Цирк»), «Чкаловская» (остановка «Автовокзал»), «Ботаническая»                       | Елизавет                          | Академика Ландау                                           |
| 93       | «Площадь 1905 года», «Геологическая» (остановка «Цирк»), «Чкаловская» (остановка «Автовокзал»)                                       | Академика Ландау                  | ДМБ № 9                                                    |
| 62       | «Площадь 1905 года», «Геологическая» (остановка «Цирк»), «Чкаловская» (остановка «Автовокзал»), «Ботаническая»                       | ДМБ № 9                           | Южная подстанция                                           |
| 81       | «Площадь 1905 года», «Геологическая» (остановка «Цирк»), «Чкаловская» (остановка «Автовокзал»)                                       | 17-я Мехколонна                   | Авангард                                                   |
| 52       | «Площадь 1905 года», «Геологическая» (остановка «Цирк»), «Чкаловская» (остановка «Автовокзал»), «Ботаническая»                       | Елизавет                          | Академика Ландау                                           |
| 60       | «Площадь 1905 года» | УРФУ                              | Химмаш                                                     |
| 59       | «Уральская» (остановка «ЖД Вокзал»), «Площадь 1905 года»                                                                             | 17-я Мехколонна                   | ЖД Вокзал                                                  |
|          | |                                   |                                                            |
| 25       | «Площадь 1905 года» (остановки «площадь Малышева» и «Рубин»)                                                                         | улица Высоцкого                   | ТРЦ МЕГА (с 8 до 22) или Радиотехникум (в остальное время) |
| 49       | «Площадь 1905 года» | СТЦ Мега                          | ЖБИ                                                        |
| 28       | «Площадь 1905 года» | Радиоколледж                      | Горбольница № 7                                            |
| 89       | «Площадь 1905 года», «Геологическая» (остановка «Цирк»), «Чкаловская» (остановка «Автовокзал»), «Ботаническая»                       | Уральский Федеральный Университет | Окраинная улица                                            |
|          | |                                   |                                                            |
| 48       | «Площадь 1905 года» | Горбольница № 7                   | Широкая Речка                                              |
| 50       | «Площадь 1905 года», «Геологическая» (остановка «Цирк»), «Чкаловская» (остановка «Автовокзал»)                                       | Уральский Федеральный Университет | Широкая Речка                                              |
| 87       | «Площадь 1905 года» | Академика Ландау                  | Горбольница № 7                                            |
| 54       | «Площадь 1905 года», «Геологическая» (остановка «Цирк»), «Чкаловская» (остановка «Автовокзал»)                                       | Уральский Федеральный Университет | Краснолесье                                                |
| 054      | «Площадь 1905 года», «Геологическая» (остановка «Цирк»), «Чкаловская» (остановка «Автовокзал»)                                       | Мкр-н Солнечный                   | Синие Камни                                                |
| 86       | «Уральская» (остановка «ЖД Вокзал»), «Площадь 1905 года», «Геологическая» (остановка «Цирк»), «Чкаловская» (остановка «Автовокзал»)  | Сосновый бор                      | Уралобувь                                                  |
| 57       | «Уральская» (остановка «Вокзальная»), «Площадь 1905 года», «Геологическая» (остановка «Цирк»), «Чкаловская» (остановка «Автовокзал») | улица Пехотинцев                  | Елизавет                                                   |
| 67       | «Уральская» (остановка «Вокзальная»), «Площадь 1905 года», «Геологическая» (остановка «Цирк»), «Чкаловская» (остановка «Автовокзал») | 2-я Новосибирская улица           | ДМБ № 9                                                    |
| 61       | «Площадь 1905 года» | Пехотинцев                        | 40 лет ВЛКСМ                                               |
|          | |                                   |                                                            |
| 70       | «Площадь 1905 года» | Учителей                          | улица Павла Шаманова                                       |
| 150      | «Площадь 1905 года» | Драмтеатр                         | Берёзовский                                                |

| Трамваи | Трамваи                                                                                        | Трамваи                                            | Трамваи                           |
| №       | Следует к станциям метро                                                                       | Конечный пункт 1                                   | Конечный пункт 2                  |
| ------- | ---------------------------------------------------------------------------------------------- | -------------------------------------------------- | --------------------------------- |
| 2       | «Проспект Космонавтов», «Машиностроителей» (остановка «Педуниверситет»), «Площадь 1905 года»   | Эльмаш                                             | ВИЗ                               |
| 6       | «Площадь 1905 года»                                                                            | Центральный Парк Культуры и Отдыха им. Маяковского | улица Машиностроителей            |
| 7       | «Площадь 1905 года»                                                                            | 7 ключей                                           | Эльмаш                            |
| 13      | «Площадь 1905 года»                                                                            | микрорайон 7 ключей                                | улица 40 лет ВЛКСМ                |
| 15      | «Площадь 1905 года», «Геологическая» (остановка «Цирк»), «Чкаловская» (остановка «Автовокзал») | микрорайон Вторчермет                              | улица 40 лет ВЛКСМ                |
| 18      | «Площадь 1905 года»                                                                            | ВИЗ                                                | Шарташ                            |
| 23      | «Уралмаш», «Машиностроителей» (остановка «Педуниверситет»), «Площадь 1905 года»                | Машиностроителей                                   | 40 лет ВЛКСМ                      |
| 16      | «Площадь 1905 года»                                                                            | улица Волгоградская                                | Уральский Федеральный Университет |
|         |                                                                                                |                                                    |                                   |

| Троллейбусы | Троллейбусы | Троллейбусы            | Троллейбусы      |
| №           | Следует к станциям метро | Конечный пункт 1       | Конечный пункт 2 |
| ----------- | --- | ---------------------- | ---------------- |
| 26          | «Проспект Космонавтов», «Уралмаш», «Машиностроителей» (остановка «Педуниверситет»), «Уральская» (остановка «ЖД Вокзал»), «Площадь 1905 года» (остановки «Площадь Малышева» и «Рубин»), | улица Коммунистическая | улица Крауля     |
| 37          | «Площадь 1905 года» (остановки «Площадь Малышева» и «Рубин») | улица Посадская        | Уралобувь        |
| 35          | «Ботаническая», «Площадь 1905 года» (остановки «Площадь Малышева» и «Рубин») | Ботаническая           | улица Крауля     |

## Перспективы
В перспективе, станция «Площадь 1905 года» должна стать пересадочной на станцию «Площадь 1905 года» 2-й линии метрополитена. В северной части станции планируется открыть второй выход, который станет одновременно выходом в город на пересечение улицы 8 марта и проспекта Ленина и пересадкой на 2 линию.